# Wilsondoktrinen

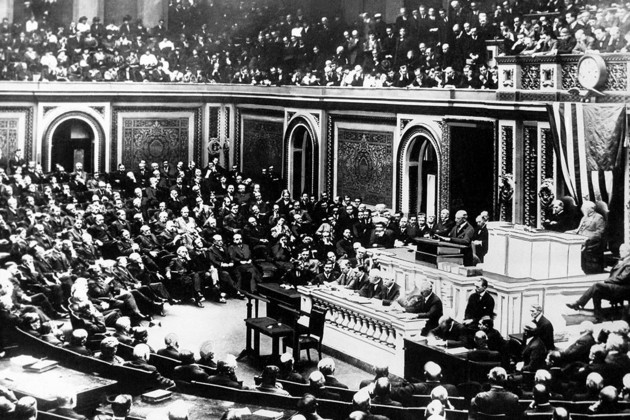
Wilson presenterar sina 14 punkter inför kongressen den 8 januari 1918.

Wilsondoktrinen (även känd som de fjorton punkterna) var en plattform för fredsvillkor vid slutet av första världskriget (1914-1918) som formulerades av USA:s president Woodrow Wilson.
Efter att Wilson den 6 april 1917 fick igenom sin krigsförklaring mot centralmakterna (röstsiffrorna 737-50 och 86-6 i representanthuset respektive senaten), försökte presidenten hitta ett slut på kriget. Nio månader senare, den 8 januari 1918, höll Wilson ett tal inför kongressen. I talet lade han fram ett program på 14 punkter för fred. 

## De fjorton punkterna[3]
1. Öppna fredsfördrag; diplomati skall ske offentligt
2. Havens frihet
3. Jämlikhet i handelsvillkor mellan alla nationer
4. Garantier för att framtida nationella rustningar inte blir större än vad som krävs för "inre säkerhet"
5. Vid koloniala krav skall de inföddas intresse betyda lika mycket som kolonialmaktens
6. Allt område som av Centralmakterna ockuperats från Ryssland skall återlämnas, och "välkomnande av Ryssland (dvs det nybildade Sovjetunionen) i de fria nationernas samfund under institutioner av dess eget val"
7. Utrymning och återställande av Belgien
8. Tysklands återlämnande av det 1870-71 erövrade Elsass-Lothringen till Frankrike
9. Reglering av Italiens gränser "enligt klart skönjbara nationalitetslinjer" (italiensktalande områden skulle tillfalla Italien)
10. Fritt tillfälle till autonom utveckling för folken i Österrike-Ungern "vars plats bland nationerna vi önska se garanterad och tryggad" (Med andra ord skulle varje folk inom det gamla Österrike få självständighet. I realiteten slogs dock Tjeckien ihop med Slovakien och staten Jugoslavien bildades av Serbien, Vojvodina, Kroatien, Slavonien, Dalmatien, Montenegro, Bosnien-Hercegovina och Slovenien; Makedonien tillhörde redan Serbien; Galizien föll till det nybildade Polen)
11. Tysklands utrymning av Rumänien, Serbien, Montenegro. Balkanstaternas upprättande "enligt historiskt givna suveränitets och nationalitetslinjer"
12. Tryggad suveränitet åt det Osmanska rikets turkiska delar - och trygghet för alla andra folk bosatta inom detta rike. Dardanellerna öppna för fri passage för alla länders fartyg
13. Upprättande av en oberoende polsk stat, omfattande de områden som bebos av odiskutabelt polska befolkningar, med fritt och säkert tillträde till havet
14. "Upprättande genom särskilda fördrag av en allmän association av nationer för att ge ömsesidiga garantier för både stora och små staters politiska oberoende och territoriella integritet", med andra ord upprättandet av Nationernas Förbund (NF)

Med denna lista som bas accepterade Tyskland, efter kejsarens abdikation, vapenstilleståndet i general Fochs järnvägsvagn i Compiègne den 11 november 1918. Därmed var första världskriget slut. 

## Fredsförhandlingarna och efterspelet
Under fredsförhandlingarna i Versailles kom flera av punkterna att ändras och nya punkter tillkom. Till exempel fick den franske konseljpresidenten Clemenceau igenom att Tyskland gavs hela skulden för kriget, att Danzig skulle bli en "fristad" med polsk tullunion samt att Saarland under 15 år skulle administreras av NF och att franskt mynt skulle gälla där, varefter en folkomröstning skulle avgöra områdets status 1935. Tysklands väpnade styrkor fick uppgå till maximalt 100 000 man, Tyskland förbjöds ha ett flygvapen och bara en mycket begränsad flotta. Dessutom fick tyska armén inte beträda det så kallade "Rhenlandet" - ett brett område närmast Frankrike skulle vara "demilitariserad zon". Clemenceau krävde även att Tyskland skulle betala ett stort skadestånd till Frankrike fram till 1981. 
Wilson var emot alla ändringar, men kunde på grund av sjukdom ej stå fast vid de villkor under vilka vapenstilleståndet ingåtts. Åter hemma i USA fick han nu inte längre stöd för den reviderade planen, vilket bland annat fick till följd att USA inte blev medlem i Nationernas Förbund.
De skärpta kraven vållade stor upprördhet i ett avväpnat Tyskland som bara kunde protestera men till sist tvingades gå med på fredsvillkoren. Här grundlades en folklig motvilja mot Versaillesfreden och även mot de politiker och den nya statsbildning som hade gått med på villkoren, Weimarrepubliken.
Woodrow Wilson tilldelades Nobels fredspris 1919 för sina ansträngningar för att skapa fred.